# Carex rorulenta
Carex rorulenta är en halvgräsart som beskrevs av Pietro Porta. Carex rorulenta ingår i släktet starrar, och familjen halvgräs.
Artens utbredningsområde är Balearerna. Inga underarter finns listade i Catalogue of Life.